# Ivanidba
Ivanidba (mađ. Drávaiványi) je selo na krajnjem jugu Republike Mađarske.
Zauzima površinu od 11,01 km četvorni.

## Zemljopisni položaj
Nalazi se na 45° 51' sjeverne zemljopisne širine i 17° 49' istočne zemljopisne dužine, 3,5 km sjeverno od Drave i granice s Hrvatskom. Najbliže naselje u RH je Gornje Predrijevo, 5 km južno-jugozapadno. Markovce su 3 km, a Bogdašin je 2 km sjeverozapadno, kotarsko sjedište Šeljin je 2 km sjeveroistočno, Vertiga je 2,5 km jugoistočno, Starin je 1,5 km južno, a Križevce su 3,5 km jugozapadno.

## Upravna organizacija
Upravno pripada Šeljinskoj mikroregiji u Baranjskoj županiji. Poštanski broj je 7960.

## Promet
1 km sjeverno od sela prolazi željeznička prometnica Šeljin-Harkanj.

## Stanovništvo
Ivanidba ima 246 stanovnika (2001.). Mađari su većina. U selu svoju manjinsku samoupravu imaju Hrvati kojih je 2,5%, a imaju je i Romi, koji čine 2% stanovnika. Skoro 2/3 stanovnika su rimokatolici, a preko petine čine kalvinisti.

## Vanjske poveznice
- (mađ.) Drávaiványi a Vendégvárón  Arhivirana inačica izvorne stranice od 12. studenoga 2005. (Wayback Machine)
- (engl.) Ivanidba na fallingrain.com